# Hagerman (Idaho)
Hagerman ist eine City im Gooding County im Südwesten des US-Bundesstaats Idaho zwischen Twin Falls und Boise. Das U.S. Census Bureau hat bei der Volkszählung 2020 eine Einwohnerzahl von 968 ermittelt. Durch den Ort fließt der Snake River.
Hagerman entstand im 19. Jahrhundert aus einer Postkutschenstation der Overland Trail Route des Oregon Trails. Als Gründungsdatum wird die Eröffnung eines Geschäfts mit angeschlossener Post durch Stanley Hageman und Jack Hess im Jahr 1892 angesehen. Hagerman ist nach einem ihrer Gründer Stanley Hageman benannt, jedoch durch einen Tippfehler in der zentralen Postverwaltung mit zusätzlichem r.
Nahe der Ortschaft befindet sich das Hagerman Valley des Snake Rivers, mit zahlreichen heißen Quellen und eine Gruppe kleiner Wasserfälle Thousand Springs genannt. Hagerman und Hagerman Valley sind eine bedeutende Herkunftsregion von frischen Forellen, die dort in Aquakulturen gezüchtet werden.
In Hagerman befindet sich das Besucher- und Informationszentrum des Hagerman Fossil Beds National Monument, einer Fundstätte etwa vier Millionen Jahre alter Fossilien. Berühmt wurde diese Stätte vor allem als Fundort des „Hagerman-Pferds“ (Plesippus shoshonensis), eine ausgestorbene Gattung der Pferde, von dem dort etwa 200 Skelette geborgen werden konnten. Dieses Urpferd ist das Wappenfossil Idahos.